# Vallsberget
Vallsberget är en skid- och vintersportanläggning som ligger 7 km väster om Piteå stadskärna.
Tre preparerade nedfarter servas av två liftar, samt ett barnområde med egen lift. I övrigt finns cafeteria, värmestuga och husvagnscamping. Vallsberget ägs av kommunen och har drivits av privat arrendator sedan 1996.
Lindbäck Byggs skidstadion ligger här och erbjuds ett elbelyst längdskidspår på ca 8 km. SM i längdskidåkning 1978, 1999 och 2010 arrangerades på Vallsberget.